# Africada bilabial sorda
La africada bilabial sorda es una consonante africada comenzada por una articulación oclusiva bilabial sorda (tipo [p]) y terminada por una articulación fricativa bilabial sorda (tipo [ɸ]). No se encuentra presente como alófono principal de algún fonema en ninguna lengua del mundo.

## Aparición en distintas lenguas
- Alemán (algunos hablantes): tropfen [ˈtʁ̥ɔp͡ɸn̩] dejar caer
- Cáingang: [ˈp͡ɸɤ] semilla
- Inglés: up [ˈɐʔp͡ɸ] arriba
- Neerlandés (Dialecto de Orsmaal-Gussenhoven): up [ʊp͡ɸ] arriba, sobre
- Idioma taos: [ˌp͡ɸìˑˈwɛ̈̄ːnǣ]  hija

- Datos: Q25345850